# Mexikanische Badmintonmeisterschaft 1987
Die Mexikanische Badmintonmeisterschaft 1987 fand in Mexiko-Stadt statt. Es war die 41. Auflage der nationalen Titelkämpfe von Mexiko im Badminton. Vizemeister im Herreneinzel wurde Ernesto de la Torre.	

## Sieger und Finalisten
| Disziplin    | Sieger                                   |
| ------------ | ---------------------------------------- |
| Herreneinzel | Fernando de la Torre                     |
| Dameneinzel  | María de la Paz Luna Félix               |
| Herrendoppel | Fernando de la Torre Ernesto de la Torre |
| Damendoppel  | Gabriela Melgoza María Luisa Mendoza     |
| Mixed        | keine Daten                              |